# Neydens
Neydens é uma comuna francesa na região administrativa de Auvérnia-Ródano-Alpes, no departamento da Alta Saboia. Estende-se por uma área de 6.96 km². Em 2010 a comuna tinha 2 054 habitantes (densidade: 295,1 hab./km²).